# Храм-кладенец Санта Анастасия
Храм-кладенецът Санта Анастасия (на Сардински – Sa funtana de is dolus ossia la fonte dei dolori) е нурагическо светилище – тип Pozzo sacro, което се намира в центъра на градчето Сардара (Калиария), Община Южна Сардиния. Археологическият обект е в непосредствена близост със съвременната християнска църква Санта Анастасия (Света Анастасия), на чието име е наречен. Съоръжението е част от нурагически комплекс, в който са включени още два култови кладенеца, което го прави уникален в контекста на познатите нурагически селища, където обикновено свещените кладенци са изградени самостоятелно.

## Датиране
На базата на строителната техника и находките от археологическите комплекс, свещеният кладенец е датиран в 1200 – 900 г.пр.Хр. – в късна Бронзова епоха – XIII – XII в.пр.Хр.

## Описание и особености
Достъпът до кладенеца се осъществява чрез малка пътека, която пресича цялата археологическа зона около обекта, оборудвана с описателни пана за всяка отделна среда.
Съоръжението е напълно вградено в земята. Откритият притвор е ограничен само от оградните си стени, след стесняване въвежда в тесен полупокрит дромос, зает от каменна стълба с дължина от 6 m. Съоръжението е изградено от средноедри грубо обработени базалтови и варовикови блокове в техника incetrum. Кладенецът се характеризира с частично павиран атриум с размери 3,50 m 2,20 m, от които са запазени само няколко каменни блока пейки за поклонниците. Той води до стълбището от 12 стъпала – високо 2 m, което отвежда до кръглата камера на толоса с диаметър около 3 m и височина 5 m. Диаметърът на шахтовия отвор на кладенеца е 3.50 m. Стените му до височината на входа са вертикални, а след това чрез стесняване на диаметъра и конзолното покритие прерастват в кошеровиден свод с опейон и достигат до височина 4.50 m. на пода срещу входа е вградена ниша оформена от по-едри монолити. Надземното вътрешно лице на стените на притвора в конструктивната връзка преминава към стените на дромоса, а той към стените на кладенеца. Външните стени на притвора продължават направо следвайки плана на дромоса и кладенеца като поемат тежестта на пръстта, натрупана върху тях като емплектон, подсилват издръжливостта им и ограничават достъпа до тях. Опейонът е ограден от едноредова кръгла стена (предполага се че същата е била изградена и при Храм-кладенеца край Балао, но само фрагменти от нея са запазени). По едри монолитни блокове са употребени при изграждането на отвесните стени до входа на съоръжението, както и при изграждането на дромоса и покритието му, където е реализирано характерното застъпване на правоъгълни блокове в низходящ и възходящ ред.

## Археоастрономическа интерпретация
Кладенецът е конструиран така, че на 21 април и на 21 август, по пладне слънчевите лъчи огряват водното огледало на кладенеца и поради това от опейона се наблюдава сияние. . Изграждането на кладенеца предхожда християнизирането на Сардиния, което е предопределило избора на св. Анастасия, чийто празник се чества на 21 април. По-рано в Рим на тази дата е бил празника Парилия, за който Овидий твърди, че е по-стар от града, макар че по време на Империята тогава се чества и основаването на Рим.
- Свещеният кладенец
- Част от базалтов релеф изобразяващ бича глава
- Базалтов блок с декорация от фасадата на съоръжението
- Оградната страна на атриума
- Преддверието пред дромоса на кладенеца
- T-образен базалтов блок от фасадата на съоръжението
- Външните стени на съоръжението
- Входът към толоса и опейона заснети от пода пред шахтата на кладенеца